# Ehrenpforte Maximilians I.

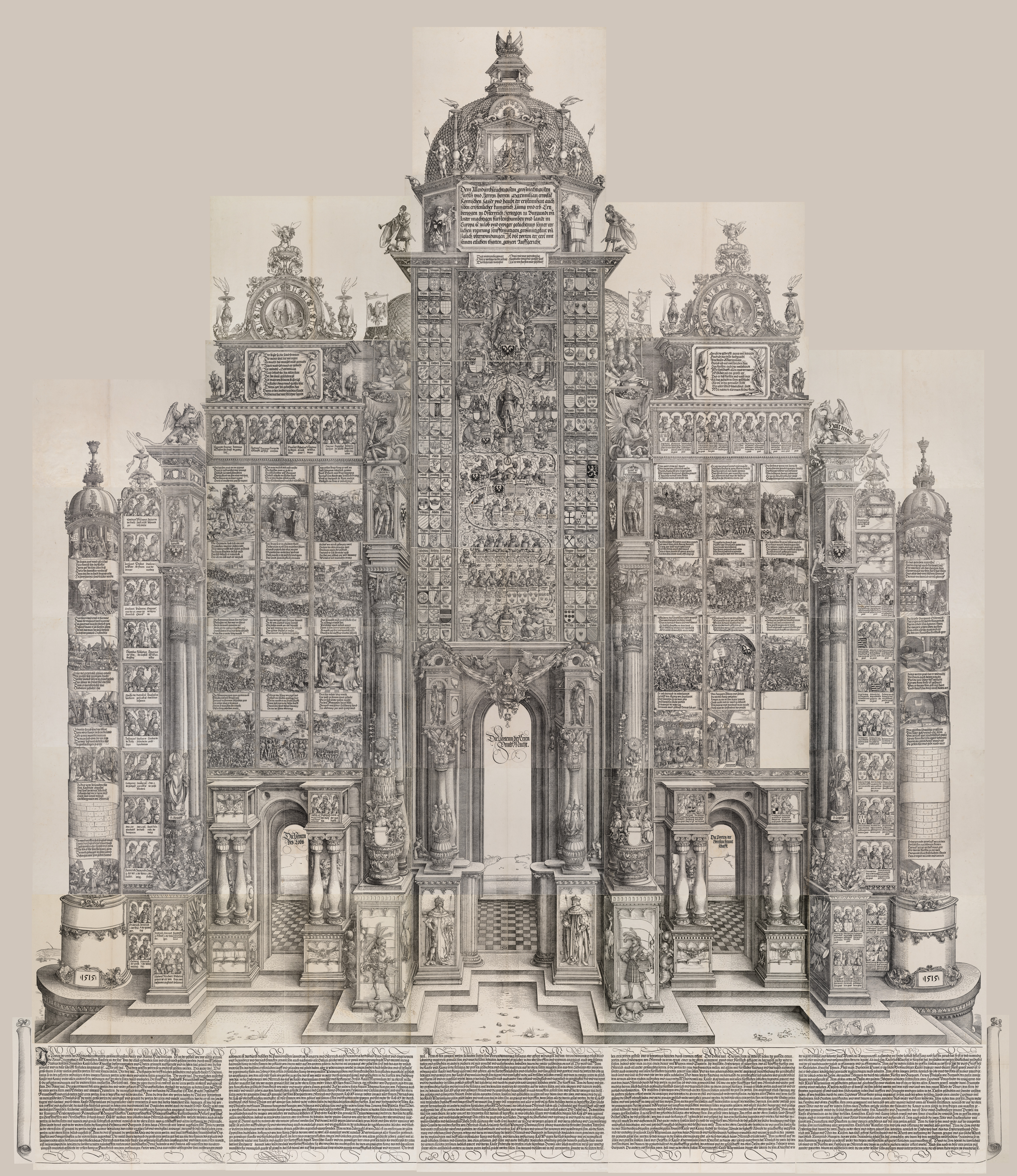
Die Ehrenpforte Kaiser Maximilians I.

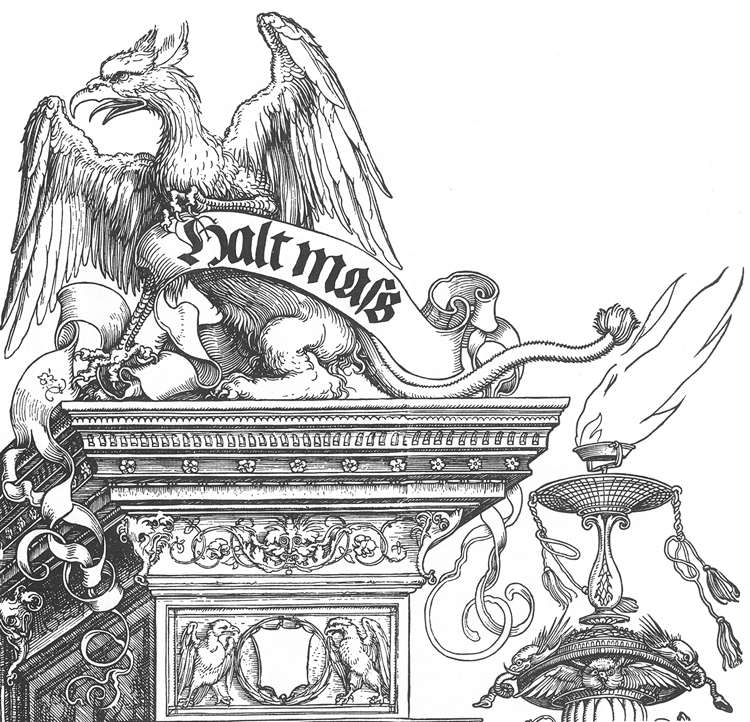
Detail

Die Ehrenpforte Maximilians I. war ein monumentales Holzschnittwerk, das Kaiser Maximilian zur Inszenierung seiner Kaiser- und Reichsidee um 1512 in Auftrag gab. Die erste Edition wurde noch zu Lebzeiten des Kaisers 1517 herausgegeben, die zweite Edition 1526, sieben Jahre nach seinem Tod.
Das Bild ist einer der größten Drucke, die je produziert wurden. Es misst 295 × 357 cm und war dafür gedacht, in Rathäusern und fürstlichen Palästen an Wänden montiert und gegebenenfalls handkoloriert zu werden.

## Gestaltung
Mit der Idee zu einer Ehrenpforte, ausgehend vom antiken Triumphbogen der Cäsaren, hatte sich Maximilian bereits seit 1505 beschäftigt. Vorarbeiten lieferte Jörg Kölderer. Geplant war eine monumentale Schauwand, ein Riesenholzschnitt, der aus 192 einzelnen Druckstöcken zusammengedruckt werden sollte. 1512 gab er den Auftrag an Albrecht Dürer, der zusammen mit weiteren Künstlern die Vorlagen für die Einzelbilder erstellte, die von dem Nürnberger Formschneider Hieronymus Andreae in Holz geschnitten wurden. Die Schriftgestaltung wird dem Nürnberger Schreibmeister Johann Neudörffer d. Ä. zugeschrieben. In diesem Werk wurde erstmals eine Frakturtype verwendet, die als Neudörffer-Andreä-Fraktur bezeichnet wird. Zugleich zeigt die Ehrenpforte zum ersten Mal in Holz geschnittene Fraktur.

## Veröffentlichung
Auf zwei Druckstöcken findet sich die Jahreszahl 1515. Sie datiert die Fertigstellung des Designs – bis auf den 24. Druckstock, der Maximilians Grab zeigen sollte und leer blieb. Die Druckstöcke wurden von 1515 bis 1517 von Hieronymus Andreae und seinen Assistenten in Holz geschnitten. In der ersten Edition wurden von 1517 bis 1518 etwa 700 Exemplare gedruckt und als Geschenke hauptsächlich an die Städte und Fürsten des Heiligen Römischen Reichs verteilt. Exemplare dieser ersten Edition gibt es im British Museum, der Albertina in Wien sowie Museen in Berlin, Kopenhagen und Prag.
Erzherzog Ferdinand, Maximilians Enkel und späterer Nachfolger als Kaiser, autorisierte den Druck einer zweiten Edition von 1526 bis 1528. Eine dritte Edition wurde 1559 von dessen Sohn Karl herausgegeben.

## Bedeutung
Das gigantische Dekorationsprogramm der Ehrenpforte rundete, wenn auch unvollendet, Maximilians Idee, mithilfe der neuen Druckkunst seine Kaiserwürde zu inszenieren, ab. Mit seinen beiden autobiographischen Veröffentlichungen, dem Weißkunig und dem Theuerdank, für deren Ausgaben er Drucker und Künstler ersten Ranges verpflichtet hatte, zeigte er sich als maßgeblicher Förderer dieser neuen Kunst; anders als die antiken Vorbilder sah er seinen Triumph nicht in Stein gehauen, sondern in einem monumentalen, gedruckten Prospekt.

## Triumphzug
Ergänzend zur Ehrenpforte wurde ein weiteres monumentales Druckwerk, ein 54 Meter langer Triumphzug, gestaltet. Geplant waren 210 Holzschnitte von etwa 41 × 37 cm. Der Schnitt des Triumphzugs wurde nach dem Tod Maximilians 1519 nicht weitergeführt und blieb deshalb unvollendet.
Die Konzeption des Triumphzugs machte Johannes Stabius 1512. Große Teile des Werks wurden von Hans Burgkmair d. Ä. gestaltet, der die Gestaltung von 67 Druckstöcken leistete. Weitere Künstler waren Albrecht Altdorfer (38 Druckstöcke), Hans Springinklee (20), Leonhard Beck (7), Hans Schäufelin (2), Wolf Huber (2) und Albrecht Dürer (2). Jost de Negker leitete eine Arbeitsgemeinschaft von Formschneidern an, darunter Hieronymus Andreae, Cornelis Liefrinck und Willem Liefrinck. Diese fertigen 137 Holzstöcke in den Jahren 1516 bis 1519 an.
Im Jahr 1526 erfolgte im Auftrag von Erzherzog Ferdinand ein erster Druck der 137 fertiggestellten Holzstöcke in 200 Exemplaren. Der Triumphzug sollte als Wandbild dienen, er konnte jedoch auch als Buch gebunden werden und in dieser Weise behandelte Exemplare sind bis heute erhalten. Zweite und weitere Editionen des Triumphzugs erfolgten ab dem Jahr 1777.

## Triumphwagen
Als zentrales Element des Triumphzugs wurde ein Triumphwagen konzeptioniert. In den ersten Entwürfen, die Albrecht Dürer für diesen Wagen machte, ist er noch relativ klein. Eine Aquarellzeichnung von 1518 zeigt eine wesentlich ausgeschmücktere Version des Wagens. Nach dem Tode Maximilians veröffentlichte Dürer den fertiggestellten Triumphwagen als eigenständigen Druck im Jahr 1522 mit einem begleitenden deutschen Text von Willibald Pirckheimer. Eine zweite Edition aus dem Jahr 1523 enthält lateinischen Text; weitere Editionen folgten.
Der Triumphwagen misst etwa 46 × 240 cm und besteht aus 8 Druckstöcken.
|  |  |  |  |  |  |  |  |